# تپه گوری۱
تپه گوری۱ مربوط به عصر آهن است و در شهرستان گیلانغرب، بخش مرکزی، دهستان ویژنان، ۱۷۰۰ متری جنوب غرب روستای قورتک واقع شده و این اثر در تاریخ ۱۸ اسفند ۱۳۸۷ با شمارهٔ ثبت ۲۴۸۶۳ به‌عنوان یکی از آثار ملی ایران به ثبت رسیده است.